# Gjerdinga
Gjerdinga – wyspa na Morzu Norweskim, należąca do Norwegii, w okręgu Trøndelag, w gminie Nærøy.